# Estrée-Wamin
Estrée-Wamin è un comune francese di 170 abitanti situato nel dipartimento del Passo di Calais nella regione dell'Alta Francia.

## Società

### Evoluzione demografica
Abitanti censiti